# Wojewódzki Zespół Lecznictwa Psychiatrycznego w Olsztynie
Wojewódzki Zespół Lecznictwa Psychiatrycznego w Olsztynie – jedyny szpital psychiatryczny w Olsztynie i jednocześnie największy w regionie. Swoją działalnością obejmuje głównie mieszkańców województwa Warmińsko-Mazurskiego. Rocznie w szpitalu leczy się ponad 4500 pacjentów.Organem założycielskim Wojewódzkiego Zespołu Lecznictwa Psychiatrycznego w Olsztynie jest Samorząd województwa Warmińsko - Mazurskiego.

## Oddziały szpitalne
- Oddział I Ogólnopsychiatryczny
- Oddział II Ogólnopsychiatryczny
- Oddział III Ogólnopsychiatryczny
- Oddział IV Kliniczny Ogólnopsychiatryczny
- Oddział Dzienny Psychiatryczny z Pododdziałem Rehabilitacji Psychiatrycznej
- Oddział Psychiatryczny dla Dzieci i Młodzieży
- Oddział leczenia alkoholowych zespołów abstynencyjnych
  - Pododdział leczenia zespołów abstynencyjnych po substancjach psychoaktywnych
- Oddział terapii uzależnienia od alkoholu
  - Pododdział dzienny terapii uzależnienia od alkoholu

## Poradnie specjalistyczne
- Poradnia Zdrowia Psychicznego dla Dorosłych
- Poradnia Zdrowia Psychicznego dla Dzieci i Młodzieży

## Zespół Szkół Specjalnych
Na terenie szpitala funkcjonuje Zespół Szkół Specjalnych, w którym niepełnoletni pacjenci mogą kontynuować naukę podczas okresu leczenia.
Skład zespołu:
- Szkoła Podstawowa nr 21 Specjalna dla Uczniów z Zaburzeniami Psychicznymi
- XVII Liceum Ogólnokształcące Specjalne dla Uczniów z Zaburzeniami Psychicznymi obejmujące kształceniem z przedmiotów ogólnokształcących również uczniów szkół zawodowych, branżowych i technikum.